# لیالایس کریستاپس

لوگوی لیالایس کریستاپس

لیالایس کریستاپس (لتونی: Lielais Kristaps) به معنی کریستوفر بزرگ، بالاترین جایزه سینمایی در کشور لتونی است که در جشنواره ملی فیلم لتونی اعطا می‌شود.

## پیشینه
این جایزه مربوط به بدنه سینمای لتونی، از سال ۱۹۷۷ بنیان‌گذاری شده‌است. با این همه پس از استقلال لتونی از اتحاد جماهیر شوروی در سال ۱۹۹۱، برگزاری سالیانه آن با مخاطرات و مشکلاتی مواجه گردید؛ و گاهی برای دوره‌های متوالی از ۱۹۹۴ تا ۲۰۱۳ این مراسم برگزار نمی‌شد. از سال ۲۰۱۴ دوباره به‌طور منظم و سالیانه مراسم اعطای لیالایس کریستاپس انجام می‌شود.

## بخش‌های جایزه
این جایزه در بخش بهترین فیلم به بهترین فیلم بلند، بهترین فیلم مستند، بهترین فیلم کوتاه و بهترین فیلم انیمیشن اعطا می‌شود. در بخش بازیگری نیز اعطای جایزه به بهترین بازیگر مرد، بهترین بازیگر زن، بهترین بازیگر نقش مکمل زن و بهترین بازیگر نقش مکمل مرد اهدا می‌گردد.

## اولین دوره
اولین فیلم سینمای لتونی که به این جایزه دست یافت پسر (۱۹۷۷) ساخته ایوارس فریمانیس بود. جانیس استرایکس با ۳ فیلم سالن نمایش (۱۹۷۸)، یک لیموزین به رنگ شب تابستان(۱۹۸۷) و فرزند آدم (۱۹۹۱) رکورددار دریافت این جایزه است.